# Novo leto
Novo leto je običajni praznični dan, ki obeležuje začetek novega koledarskega leta. V gregorijanskem koledarju, ki velja v večini sveta, je to 1. januar. V rimskih časih je bil začetek leta 1. marca.
V julijanskem koledarju, ki ga uporablja pravoslavna cerkev, je novo leto 14. januarja. Muslimansko novo leto se začne ob Sončnem zahodu 30. januarja. Judovsko novo leto pa se začne ob sončevem zahodu 22. septembra.
V Sloveniji je novo leto državni praznik. Do leta 2012 je bil praznični dan tudi 2. januar, ko je bil zaradi varčevalnih ukrepov ukinjen. Ponovno je postal dela prost dan leta 2017.